# إبراهيم الجبوبي
إبراهيم الجبوبي وقد يُقال الجيوبي أو الجنوبي هو من رجالات الشيعة إذ أنَّه من تلامذة محمد بن مسعود العياشي. وقد صُنِّف من المجهولين إذ أورده محمد بن الحسن الطوسي ضمن من لم يروَ عنهم، ولم يفصل الخوئي الحديث عنه في معجم رجال الحديث.

### كتب
- أعيان الشيعة. محسن الأمين، طبع بيروت - لبنان، تاريخ الطبع مفقود، منشورات دار التعارف.

### إشارات مرجعية
1. ↑  
الأمين، محسن. أعيان الشيعة - ج2. ص. 115. مؤرشف من الأصل في 2019-12-09.
2. ↑  
الخوئي، أبو القاسم. معجم رجال الحديث - ج1. ص. 326. مؤرشف من الأصل في 2019-12-09.